# Rodrigo Méndez Silva

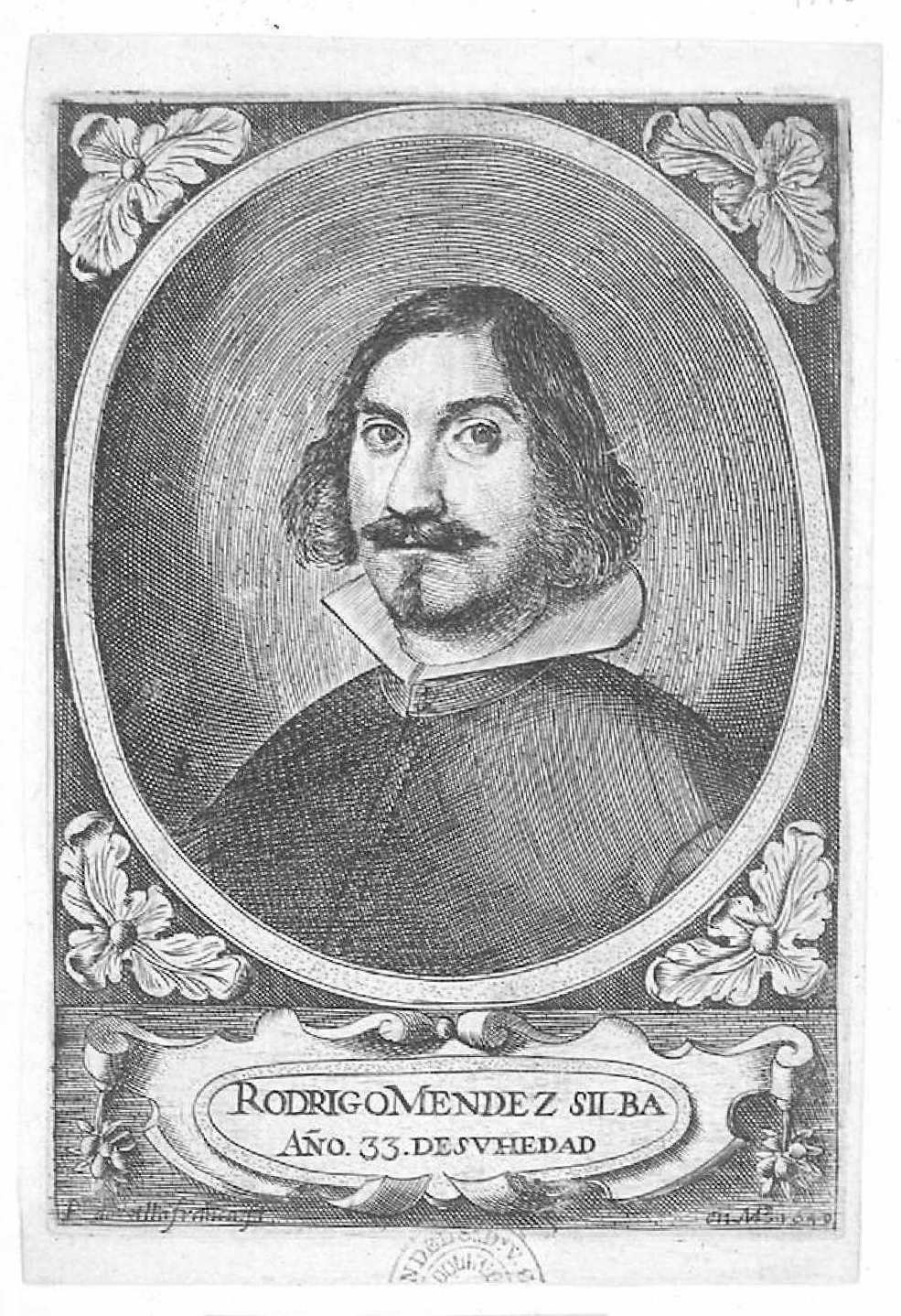
Pedro de Villafranca: Retrato de Rodrigo Méndez Silva, de edad de 33 años. Ilustración de Vida y hechos de Nuno Alvarez Pereyra, por Rodrigo Méndez Silva, 1640. Biblioteca Nacional de España.

Rodrigo Méndez Silva (Celorico da Beira, 1606-Venecia, 1670) fue un historiador, genealogista y geógrafo hispano-portugués de origen judeoconverso, «coronista general de España, y ministro del supremo Consejo de Castilla».

## Biografía
Según la información obtenida por Révah de su proceso inquisitorial y de los procesos de otros familiares, fue el cuarto y último hijo de Henrique Mendes Silva y Ana Guterres; nieto, por la parte de su padre, de Antonio Mendes y Francisca Silva y por la materna de Miguel Fernandes Guterres y Branca Gomes, todos de Celorico excepto el abuelo materno que lo era de Castilla, y vivían de su hacienda «de viñas y olivares y otras cosas». Aunque en su proceso ante el tribunal de la Inquisición declaraba descender de cristianos viejos y que ninguno de sus familiares había sido encarcelado por el Santo Oficio, lo cierto es que entre sus primos, según las investigaciones de Reváh y aunque en sus declaraciones ante la Inquisición no los mencionase por no recordarlos, se encontraban el doctor Miguel de Silveira, autor de El Macabeo, muerto en Nápoles a donde se había retirado prudentemente siguiendo al duque de Medina de las Torres tras el arresto en Madrid de sus parientes, y su hermana, Catarina Gomes da Silva, casada con Diogo Mendes Ximenes, detenidos en Madrid en 1635 junto con sus hijos y otros familiares.
Tras aprender a leer y escribir con un cura y un sacristán en el mismo Celorico, contrajo matrimonio con diecisiete años con Clara Gómez Feijóo y vivió con ella de su hacienda en Celorico hasta que en 1635 se trasladó a Madrid llamado por Diego Suárez, del Consejo de Portugal.
Establecido en Madrid de 1635 a 1659, escribió en castellano un elevado número de obras, principalmente genealogías. En 1637 salió la primera edición de su Chatalogo real de España, elogiado por Luis Vélez de Guevara con un soneto laudatorio, al que se agregaron, al salir en 1639 la segunda edición con el título de Catálogo real genealógico de España, los elogios en verso de Pedro Calderón de la Barca, Gabriel Bocángel, Agustín Moreto, Antonio de Solís, Francisco de Rojas Zorrilla y otros. Entre sus obras cabe destacar, por la cantidad de información que contiene, la Población general de España: sus trofeos, blasones, y conquistas heroycas...; Reales genealogías, y catálogos de dignidades eclesiásticas, y seglares, impresa en Madrid por Diego Díaz de la Carrera, 1645, con dedicatoria al banquero portugués afincado en Madrid Manuel Cortizos, defensor de la unidad peninsular. La obra venía a continuar y completar las Relaciones topográficas de Felipe II, ofreciendo la descripción general de España que ni Ambrosio de Morales ni Juan Bautista Labaña pudieron completar y le valió el título de cronista. También se pueden recordar el Compendio de las más señaladas hazañas que obró el capitán Alonso de Céspedes, 1647, sus Engaños y desengaños del mundo, 1655, acerca del fundamento de la vanidad nobiliaria, y el Parangón de los Cromueles de Inglaterra, 1657, su última obra publicada, donde defendía el catolicismo hispano frente a la hereje Inglaterra.

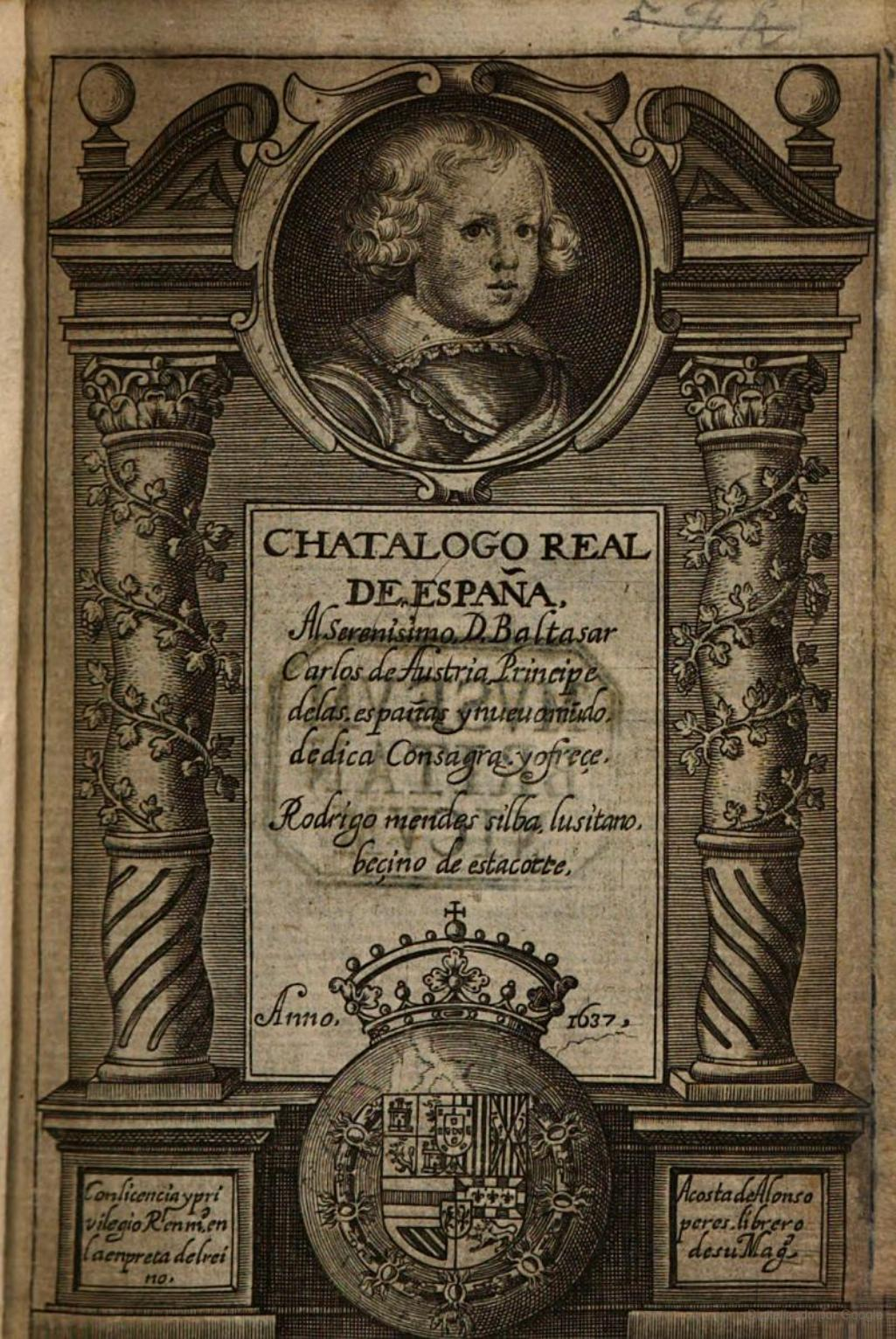
Frontispicio del Chatalogo real de España, Madrid, Imprenta Real, 1637, con la efigie del príncipe Baltasar Carlos a quien iba dedicada la obra

## Proceso inquisitorial
El 7 de mayo de 1659 fue denunciado junto con su esposa por Guiomar Mendes, cristiana nueva portuguesa perseguida por el tribunal de la Inquisición de Cuenca, tras ser sometida a una sesión de tortura. Otros testimonios se agregaron luego, acusándolo de haber participado en Portugal en la muerte ritual de un niño. Entre quienes lo habían oído decir se encuentra el licenciado Francisco Páez Becerra, célebre por sus labores de espionaje entre los criptojudíos de Ámsterdam, Burdeos y Madrid, a quien Rodrigo acusará en su proceso de haberle chantajeado. El 11 de mayo fue arrestado y días después hizo sus primeras declaraciones espontáneas en su descargo. El 30 de ese mes se procedió al inventario y secuestro de sus bienes con su biblioteca, formada por mil doscientos volúmenes entre libros impresos y manuscritos. El 7 de julio se celebró el primer interrogatorio oficial. En él reconoció que entre sus libros, ninguno relacionado con el judaísmo, podían encontrarse algunos prohibidos, como las «Epístolas y Evangelios en Romance por fray Ambrosio Montesinos, en Alcalá, año de 1608», pero alegó que los tenía porque, no sabiendo latín –ni hebreo o griego, pues solo había estudiado historia particularmente— los necesitaba para su oficio y sin ellos no hubiera podido escribir, con muchos pasajes del Nuevo Testamento, «contra la tiranía de Cromuel de Inglaterra, persuadiendo a aquel Reyno a la desconveniençia grande de tenerlo por protector».
Trasladado al tribunal de Cuenca, el 30 de agosto se le dio lectura de la acusación formulada contra él por el fiscal. Confesó entonces que haría como doce o trece años el doctor Fernando Cardoso, médico de Madrid huido a Italia, «amigo suyo y de grande confianza», le había convertido al criptojudaísmo y que durante un tiempo había tenido dudas, manteniéndose unas veces firme en la ley de Cristo y otras dudoso de cuál ley fuera mejor. Pero pasados dos o tres años leyó el Dialogo entre Discípulo y Mestre catechizante del judío renegado João Baptista Este, «onde se resolven todas as duuidas que os Judeus obstinados costumão fazer contra a verdade da Fé Catholica», y «bolbio en sí y reconocío que yba errado», retornando al catolicismo hasta que, hacía tres años, otro «marrano» llamado Francisco del Oyo, alias Henríquez, le dijo que todo lo que decía el libro de Este «eran pataratas» y le persuadió de guardar el sábado y abstenerse de comer tocino, lo que hizo «todas la veces que podía, sin ser notado». El 13 de octubre se ratificó en sus declaraciones, incluidas las que suponían la delación de otros tres cómplices, y se reafirmó en recusar a Guiomar Mendes, que lo había acusado, cerrándose así provisionalmente la causa en el tribunal de Cuenca con la admisión del reo a reconciliación, imponiéndole la abjuración de sus errores en auto particular de fe y la confiscación de sus bienes. Sin embargo, el Consejo de la Suprema discrepó de esta decisión por entender que sus confesiones había sido insuficientes y ordenó someterlo a tormento. El interrogatorio tuvo lugar el 27 de febrero de 1660 y fue publicado por Julio Caro Baroja. Entre exclamaciones de dolor y reivindicándose –«España esclarecida, mira que te he servido y que he respondido a las heregías de Cromvel»– nombró a algún otro cómplice y protestó contra las acusaciones de muerte ritual a las que, por otro lado, los inquisidores no parece que diesen mayor crédito. El 25 de junio de 1662 se le leyó la sentencia definitiva, por la que era condenado a prisión perpetua y a portar perpetuamente sambenito. No firmó por tener «baldado el brazo derecho». El 28 de marzo de 1663 el gran inquisidor cambió la sentencia contra él y su esposa por la de destierro de Madrid con prohibición de abandonar España o cambiar de nombre. No obstante, al menos él escapó a Italia.
Una vez en Venecia, a pesar de sus años, se hizo circuncidar, tomó el nombre de Jacob y contrajo matrimonio con una joven de dieciocho años, motivo por el que sus correligionarios burlonamente y sin motivo, según escribía Cecil Roth en 1930, cambiaron su título de cronista por el de cornista. Roth tomaba su información de un fraile polemista italiano, fra Luigi Maria Benetelli, que concluía sus menciones a Rodrigo Méndez diciendo de él que «como Averroe, che non era Idolatra, nè Maomettano, nè Ebreo, nè Cristiano».